# Sir Edward Pellew Group
Sir Edward Pellew Group är öar i Australien. De ligger i territoriet Northern Territory, omkring 730 kilometer sydost om territoriets huvudstad Darwin.
Savannklimat råder i trakten. Genomsnittlig årsnederbörd är 1 313 millimeter. Den regnigaste månaden är januari, med i genomsnitt 432 mm nederbörd, och den torraste är augusti, med 1 mm nederbörd.